# 宋紫佩
宋紫佩（1887年—1952年），名琳，浙江绍兴人。中国教育家、革命家、出版家和社会活动家。鲁迅的学生，挚友，同乡。

## 生平
光绪十三年生于绍兴府会稽县宋驾店（现平水镇宋家店）。家业世农。
14岁应童子试，中秀才。16岁便师从壽洙鄰（寿镜吾之子）学习《史记》，17岁入绍兴府学堂，师从徐锡麟。18岁应岁试，列一等。20岁入绍兴府中学堂，由陈去病先生介绍加入同盟会，并参加组织匡社，蓄志革命。
1908年入浙江两级师范学堂学习数理化，加入南社。1911年发起组织越社，参与筹备《越铎日报》创刊工作，1912年2月因内部分歧离开报社。同年4月，与马可兴另办《民兴日报》，11月被迫停刊。又筹备创刊《天觉报》。
1913年3月，他前往順天府，与鲁迅同住于绍兴会馆。同年应南社社友高旭、田梓琴邀请，任《新春秋报》笔政，提倡“廉耻教育”。半年后报社倒闭。他在鲁迅的推荐下，赴京师图书馆筹备处任掌书员。
1951年7月29日，中央人民政府政务院文史研究馆正式挂牌成立。他是第一批聘请的26位馆员之一。
1952年在京病逝。终年65岁。

## 著作
- 《会稽日铸宋氏家谱》
- 《二十年来之回首》